# داریوش خنجی
داریوش خُنجی (زادهٔ ۲۱ اکتبر ۱۹۵۵) فیلم‌بردار ایرانی-فرانسوی است. او برای فیلم اویتا (۱۹۹۶) نامزد دریافت جایزهٔ اسکار و بفتا در دستهٔ بهترین فیلم‌برداری شد. او نامزد دریافت سه جایزهٔ سزار نیز شده‌است.
خُنجی در طول حرفهٔ خود با فیلم‌سازهای گوناگونی از جمله دیوید فینچر، وودی آلن، رومن پولانسکی و ژان-پیر ژونه همکاری داشته‌است.

## زندگی‌نامه
داریوش خنجی از پدری ایرانی اهل خنج در فارس و مادری فرانسوی زاده شد. در ۱۲ سالگی تصمیم گرفت که فیلمساز شود. پس از سنجیدن دانشگاه‌هایی که می‌توانست برای رسیدن به هدف در آن‌ها تحصیل کند، در نهایت در سال ۱۹۷۷، در یوسی‌ال‌ای ثبت‌نام نمود. بعدها، او این دانشگاه را ترک کرد و تحصیلاتش را در دانشگاه نیویورک پی گرفت.∗
خنجی در مصاحبه‌اش با راجر دیکنز می‌گوید که پدرش قبل از انقلاب صاحب دو سینما در ایران بود و او در کودکی بین نگاتیوها و پوسترها بازی می‌کرده و این یکی از عوامل علاقه‌مندی او به سینما بوده‌است.
وی علاوه بر همکاری با کارگردانان مشهوری چون رومن پولانسکی، دیوید فینچر، وودی آلن، برناردو برتولوچی، وونگ کار وای، میشائل هانکه و سیدنی پولاک، با کارگردان مشهور نماهنگهای برجسته، کریس کانینگهام نیز همکاری داشته‌است.

## آثار
| سال  | عنوان              | کارگردان                   | یادداشت                                                        |
| ---- | ------------------ | -------------------------- | -------------------------------------------------------------- |
| ۱۹۹۱ | اغذیه‌فروشی         | ژان-پیر ژونه و مارک کارو   |                                                                |
| ۱۹۹۲ | پراگ               | ایان سلر                   |                                                                |
| ۱۹۹۳ | سایه یک شک         | آلین ایسرمن                |                                                                |
| ۱۹۹۵ | شهر بچه‌های گم‌شده   | ژان-پیر ژونه و مارک کارو   |                                                                |
| ۱۹۹۵ | هفت                | دیوید فینچر                |                                                                |
| ۱۹۹۶ | زیبایی ربوده‌شده    | برناردو برتولوچی           |                                                                |
| ۱۹۹۶ | اویتا              | آلن پارگر                  | نامزد - اسکار بهترین فیلمبرداری نامزد - بهترین فیلمبرداری بفتا |
| ۱۹۹۷ | بیگانه: رستاخیز    | ژان-پیر ژونه               |                                                                |
| ۱۹۹۹ | دروازه نهم         | رومن پولانسکی              |                                                                |
| ۲۰۰۰ | ساحل               | دنی بویل                   |                                                                |
| ۲۰۰۲ | پناهگاه            | دیوید فینچر                |                                                                |
| ۲۰۰۳ | چیزی غیر از این    | وودی آلن                   |                                                                |
| ۲۰۰۴ | ویمبلدون           | ریچارد لانکرین             |                                                                |
| ۲۰۰۵ | مترجم              | سیدنی پولاک                |                                                                |
| ۲۰۰۷ | شب‌های بلوبری من    | وونگ کار وای               |                                                                |
| ۲۰۰۷ | بازی‌های مسخره      | میشائیل هانکه              |                                                                |
| ۲۰۰۸ | ویرانه‌ها           | کارتر اسمیت                |                                                                |
| ۲۰۰۹ | چری                | استیون فریزر               |                                                                |
| ۲۰۱۱ | نیمه شب در پاریس   | وودی آلن                   |                                                                |
| ۲۰۱۲ | عشق                | میشائیل هانکه              |                                                                |
| ۲۰۱۲ | تقدیم به رم با عشق | وودی آلن                   |                                                                |
| ۲۰۱۳ | مهاجر              | جیمز گری                   |                                                                |
| ۲۰۱۴ | جادو در مهتاب      | وودی آلن                   |                                                                |
| ۲۰۱۵ | مرد بی‌منطق         | وودی آلن                   |                                                                |
| ۲۰۱۶ | شهر گمشده زی       | حیمز گری                   |                                                                |
| ۲۰۱۷ | اوکجا              | بونگ جون هو                |                                                                |
| ۲۰۱۹ | جواهرات تراش‌نخورده | برادران سفدی               |                                                                |
| ۲۰۲۲ | باردو              | الخاندرو گونسالس اینیاریتو |                                                                |
| ۲۰۲۲ | زمان آرماگدون      | جیمز گری                   |                                                                |
| ۲۰۲۴ | میکی ۱۷            | بونگ جون هو                |                                                                |

## جوایز و نامزدی‌ها
- ۱۹۹۶ - نامزد جایزهٔ بهترین فیلمبرداری برای فیلم اویتا از سوی انجمن فیلمبرداران آمریکا.
- ۱۹۹۶ - نامزد جایزهٔ اسکار بهترین فیلمبرداری برای فیلم اویتا از سوی آکادمی اسکار.
- ۱۹۹۵ - نامزد جایزهٔ بهترین فیلمبرداری برای فیلم هفت از سوی انجمن فیلمبرداران آمریکا.∗